# Apatura bhavana
Apatura bhavana är en fjärilsart som beskrevs av Moore 1881. Apatura bhavana ingår i släktet Apatura och familjen praktfjärilar. Inga underarter finns listade i Catalogue of Life.